# Brännströms naturreservat
Brännströms naturreservat är ett naturreservat i Norrtälje kommun i Stockholms län.
Området är naturskyddat sedan 2009 och är 63 hektar stort. Reservatet omfattar ett område med skog och våtmarker. Reservatet består av  barrskog och sumpskog.